# Mariusz Werner
Mariusz Werner (ur. 30 stycznia 1932 w Poznaniu, zm. 22 października 2020 w Łodzi) – polski duchowny luterański, członek Synodu Kościoła Ewangelicko-Augsburskiego w RP, konsenior diecezji warszawskiej, członek Zarządu Głównego i Prezydium Rady Naczelnej Polskiego Czerwonego Krzyża.

## Życiorys
Ukończył gimnazjum w Kaliszu, następnie rozpoczął studia na Wydziale Teologii Ewangelickiej Uniwersytetu Warszawskiego, zakończone w 1956 już na Chrześcijańskiej Akademii Teologicznej (nastąpiło to z powodu likwidacji Wydziału i przekształceniu go w oddzielną uczelnię). Ordynowany na księdza 15 kwietnia 1956 w Kaliszu przez Biskupa Kościoła ks. Karola Kotulę. W latach 1956–1958 był wikariuszem diecezji warszawskiej przydzielonym do pracy w Łodzi. 16 marca 1959 mianowany administratorem parafii Ewangelicko–Augsburskiej w Zgierzu. Stał się równocześnie administratorem podległych jej parafii podmiejskich w Ozorkowie, Łęczycy, Łowiczu i Kutnie. Wybrany 21 czerwca 1964 na proboszcza zgierskiej parafii. 21 października 1979 wybrany na proboszcza parafii św. Mateusza w Łodzi. Wprowadzony w ten urząd 4 maja 1980. Swoje obowiązki pełnił do chwili przejścia na emeryturę w 1996.
W latach 1976–1988 członek Synodu Kościoła Ewangelicko-Augsburskiego w PRL. Członek (a w latach 1979–1989 przewodniczący) łódzkiego oddziału Polskiej Rady Ekumenicznej. W latach 1981–1991 ostatni konsenior diecezji warszawskiej. Członek Zarządu Głównego i Prezydium Rady Naczelnej Polskiego Czerwonego Krzyża. Odznaczony Złotym Krzyżem Zasługi.